# Lavazza
Lavazza är ett italienskt företag som importerar kaffe från olika länder runtom i världen, bland annat Brasilien i Sydamerika, Guatemala i Centralamerika, Uganda i Afrika, Vietnam i Asien och Mexiko i Nordamerika. Kaffet distribueras sedan till 90 olika länder.

## Historik
Lavazza är en italiensk kaffeproducent. Företaget grundades i Turin 1895 av Luigi Lavazza då han öppnade en liten livsmedelsbutik på Via San Tommaso 10. Idag drivs företaget av tredje och fjärde generationens Lavazza.

## Produktionsplatser
Lavazza producerar sitt kaffe på fyra platser i Italien, samt även i Frankrike, Tyskland, Spanien, Storbritannien, Portugal, Österrike och USA.

## Produkter
Lavazza har parollen "Italy's Favourite Coffee", och menar att 16 av 20 miljoner familjer som köper kaffe i Italien väljer Lavazza. Det finns en rad olika blandningar med olika karaktärsdrag; Qualita Rossa, Top Class, Super Crema, Crema e Gusto, Grand'Espresso, och Deka (koffeinfritt). Många av blandningarna säljs i form av hela bönor, malt kaffe och som portionskapslar.

## Kaféer
Lavazza har ett antal kaféer, liknande de Starbucks har. Kaféerna har, förutom traditionellt kaféutbud, även kaffe till salu som man kan ta med sig hem för att brygga där.

## Barista Coffee
2007 köpte Lavazza espressokedjan Barista Coffee som finns i Indien, Sri Lanka och Mellanöstern.
Den 4 februari 2013 öppnade Lavazza sitt eget koncept, Lavazza Espression i terminal 2 på Arlanda flygplats. Ett café och restaurang i två våningar, vilket kom att bli det första i Norden.